# Квалификације за Светско првенство у фудбалу 2014. — ОФК — Први круг
Ова страница даје резиме првог круга такмичења у ОФК зони у Квалификацијама за Светско првенство у фудбалу 2014. године у Бразилу.

## Формат такмичења
У овој рунди су се такмичиле најслабије пласиране репрезентације основу ФИФА светског ранга. Оне су се такмичиле на турниру који је одржан на Самои од 22. до 26. новембра 2011. године. Победник се пласирао у други круг где су се већ директно пласирале седам репрезентација. 

## Репрезентације
- Америчка Самоа
- Кукова Острва
- Самоа
- Тонга

## Резултати
| Америчка Самоа     | 2:1      | Тонга    |
| ------------------ | -------- | -------- |
| От 43’ · Луани 74’ | Извештај | Феао 88’ |

| Кукова Острва | 2:3      | Самоа                     |
| ------------- | -------- | ------------------------- |
| Бест 35’ 84’  | Извештај | Гошче 19’ 36’ · Бел 90+1’ |

| Америчка Самоа | 1:1      | Кукова Острва  |
| -------------- | -------- | -------------- |
| Луани 24’      | Извештај | Луву 62’ (а.г) |

| Самоа             | 1:1      | Тонга         |
| ----------------- | -------- | ------------- |
| Истшоп 43’ (пен.) | Извештај | Тауфахема 81’ |

| Тонга                     | 2:1      | Кукова Острва |
| ------------------------- | -------- | ------------- |
| Мамалоа 26’ · Фалатау 90’ | Извештај | Хермон 35’    |

| Самоа    | 2:1      | Америчка Самоа |
| -------- | -------- | -------------- |
| Мало 89’ | Извештај |                |

### Табела
| Тим            | ИГ | П | Н | И | ДГ | ПГ | ГР | Бод. |
| -------------- | -- | - | - | - | -- | -- | -- | ---- |
| Самоа          | 3  | 2 | 1 | 0 | 5  | 3  | +2 | 7    |
| Тонга          | 3  | 1 | 1 | 1 | 4  | 4  | 0  | 4    |
| Америчка Самоа | 3  | 1 | 1 | 1 | 3  | 3  | 0  | 4    |
| Кукова Острва  | 3  | 0 | 1 | 2 | 4  | 6  | -2 | 1    |